# 青凹尾塘鱧
青凹尾塘鱧（学名：Ptereleotris heteroptera），又名尾斑鰭塘鱧，为凹尾塘鱧科鰭塘鱧屬下的一个种。